# Veerbhadra
Veerbhadra (o Virbhadra, Birbhaddar)  è una città dell'India di 13.271 abitanti, situata nel distretto di Dehradun, nello stato federato dell'Uttarakhand. In base al numero di abitanti la città rientra nella classe IV (da 10.000 a 19.999 persone).

## Geografia fisica
La città è situata a 30° 4' 0 N e 78° 16' 60 E e ha un'altitudine di 329 m s.l.m..

## Società

### Evoluzione demografica
Al censimento del 2001 la popolazione di Veerbhadra assommava a 13.271 persone, delle quali 6.945 maschi e 6.326 femmine. I bambini di età inferiore o uguale ai sei anni assommavano a 1.076, dei quali 599 maschi e 477 femmine. Infine, coloro che erano in grado di saper almeno leggere e scrivere erano 10.744, dei quali 5.982 maschi e 4.762 femmine.